# 德國聯邦總統府辦公廳

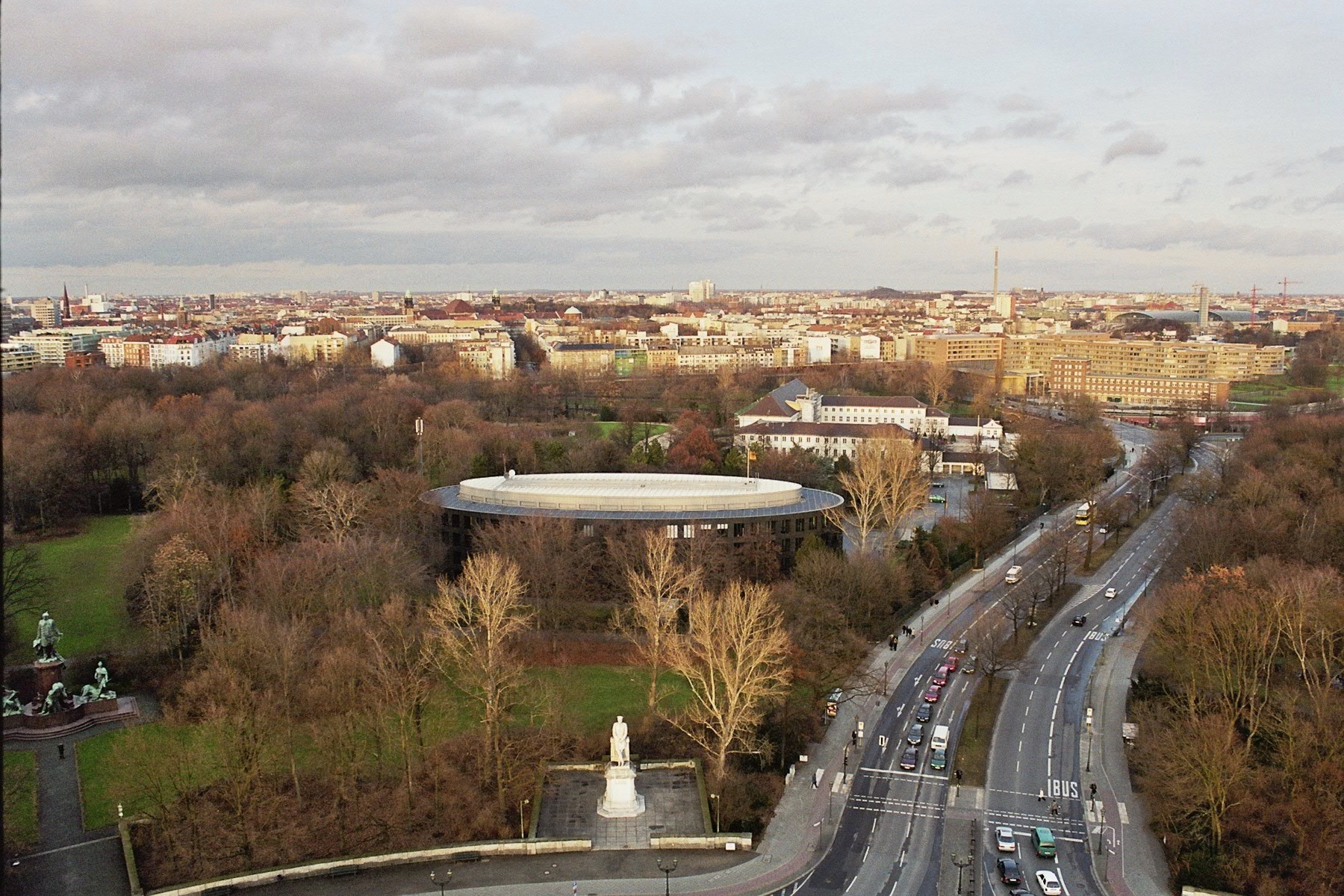
德國聯邦總統府辦公廳

聯邦總統府辦公廳（Bundespräsidialamt）是德國總統的執行機構。這座建築和貝爾維尤宮相鄰。西德時期，該機構位於波恩哈默斯密德別墅，後來通過柏林-波恩法案遷至柏林。1998年，德國總統府將辦公廳設在現在的建築。

## 外部連結
- Bundespräsidialamt （页面存档备份，存于）

52°30′59″N 13°21′04″E / 52.5164°N 13.3511°E